# Kirov (Kirovi terület)
Kirov (oroszul: Киров) város Oroszországban, a Kirovi terület székhelye. Neve 1781-ig Hlinov (oroszul: Хлынов), 1781-től 1934-ig Vjatka (oroszul: Вятка) volt.
Lakossága: 473 695 fő (a 2010. évi népszámláláskor).

## Fekvése
A város a Transzszibériai vasútvonal 956-os kilométerénél, a Vjatka-folyó partján helyezkedik el. Földrajzi koordinátái: é. sz. 58° 36′, k. h. 49° 39′58.600000°N 49.650000°E.

## Története
1374-ben a város helyén, az Urál-hegység nyugati lábánál, novgorodi hódítók alapították Hlinov erődjét. Első írásbeli feljegyzés a hlinovi erőddel kapcsolatosan 1457-ből maradt fenn. Az erőd 1489-ben a Moszkvai Fejedelemség része lett.
1781-ben II. (Nagy) Katalin cárnő átkeresztelte a várost Vjatkára és adminisztratív reformja során a Vjatkai kormányzóság központjává tette. Vjatka jelentős száműzetési központ volt. Ide száműzték többek között Alekszandr Ivanovics Herzent és Mihail Szaltikov-Scsedrint.
1934 decemberében Szergej Mironovics Kirov, Leningrád kommunista párttitkárának meggyilkolását követően ismét átnevezték. Ekkor kapta mai nevét, a Kirovot.
1993-ban népszavazást tartottak, hogy a város ismét történelmi nevét („Vjatka”) viselje-e, de a népszavazás jelentős többséggel a Kirov név megtartása mellett döntött.

## Testvérvárosa(i)
- Siedlce Lengyelország